# Гомер (Небраска)
Гомер (англ. Homer) — селище (англ. village) в США, в окрузі Дакота штату Небраска. Населення — 532 особи (2020).

## Географія
Гомер розташований за координатами 42°19′21″ пн. ш. 96°29′28″ зх. д. / 42.32250° пн. ш. 96.49111° зх. д. (42.322471, -96.491140).  За даними Бюро перепису населення США в 2010 році селище мало площу 0,95 км², уся площа — суходіл.

## Демографія
Згідно з переписом 2010 року, у селищі мешкало 549 осіб у 213 домогосподарствах у складі 154 родин. Густота населення становила 580 осіб/км².  Було 228 помешкань (241/км²).
Расовий склад населення:
| - 92,5 % — білих - 5,3 % — корінних американців |

До двох чи більше рас належало 2,0 %. Частка іспаномовних становила 0,9 % від усіх жителів.
За віковим діапазоном населення розподілялося таким чином: 29,0 % — особи молодші 18 років, 56,1 % — особи у віці 18—64 років, 14,9 % — особи у віці 65 років та старші. Медіана віку мешканця становила 36,8 року. На 100 осіб жіночої статі у селищі припадало 86,1 чоловіків;  на 100 жінок у віці від 18 років та старших — 90,2 чоловіків також старших 18 років.
Середній дохід на одне домашнє господарство  становив 56 415 доларів США (медіана — 40 500), а середній дохід на одну сім'ю — 63 496 доларів (медіана — 49 773). За межею бідності перебувало 10,4 % осіб, у тому числі 16,1 % дітей у віці до 18 років та 8,9 % осіб у віці 65 років та старших.
Цивільне працевлаштоване населення становило 281 осіб. Основні галузі зайнятості: освіта, охорона здоров'я та соціальна допомога — 18,5 %, виробництво — 17,1 %, транспорт — 12,8 %.